# 33 (عدد)
33 (ثلاث وثلاثون) هو عدد صحيح  يلي العدد 32 ويسبق العدد 34 وهو عدد طبيعي موجب.